# Monika Thiemen

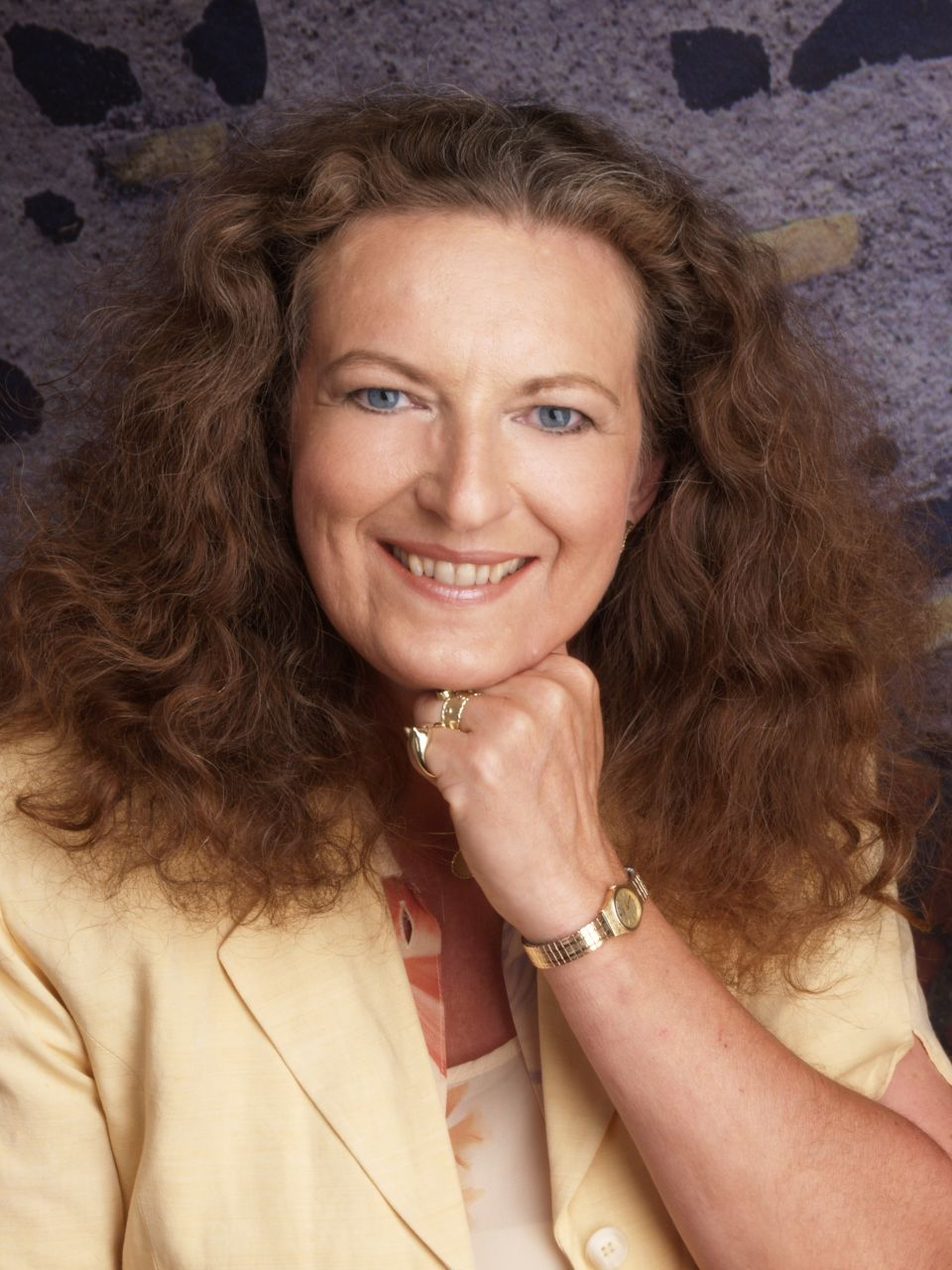
Monika Thiemen

Monika Thiemen (* 21. April 1954 in Berlin-Wilmersdorf) ist eine deutsche Politikerin (SPD) und war von 2001 bis 2011 Bezirksbürgermeisterin von Berlin-Charlottenburg-Wilmersdorf.

## Schulischer und beruflicher Werdegang
Thiemen ging von 1960 bis 1972 in Berlin-Wilmersdorf zur Schule, welche sie 1972 auf einer kaufmännischen Berufsfachschule abschloss. Nach einer Ausbildung für den gehobenen Bundesdienst an der Bundesversicherungsanstalt für Angestellte (BfA) war sie von 1975 bis 1992 als Diplom-Verwaltungswirtin bei der BfA beschäftigt.
Neben ihrer Berufstätigkeit absolvierte sie von 1977 bis 1980 ein Studium an der Verwaltungsakademie Berlin, welches sie als Diplom-Kameralistin abschloss.

## Politische Betätigung und öffentliche Mandate
1980 trat Thiemen in die SPD ein. Von 1985 bis 1989 war sie Bürgerdeputierte im Fachausschuss für Sozialwesen der Bezirksverordnetenversammlung (BVV) Wilmersdorf und wurde 1989 in die BVV Wilmersdorf gewählt, welcher sie bis 1992 angehörte, zuletzt Vorsitzende der SPD-Fraktion.
1993 wurde sie zur Bezirksstadträtin für Sozialwesen im Bezirksamt Wilmersdorf gewählt, dieses Amt behielt sie bis 1995.
Hiernach wechselte sie zunächst wieder als Bezirksverordnete in die BVV Wilmersdorf zurück, welcher sie von 1996 bis 1999 angehörte.
In dieser Zeit arbeitete sie als Mitarbeiterin der Grundsatzabteilung der BfA.
Seit 1999 gehört sie erneut dem Bezirksamt Wilmersdorf, beziehungsweise ab 2001 dem Bezirksamt Charlottenburg-Wilmersdorf an.
Hier war sie zunächst von 1999 bis 2000 Bezirksstadträtin für Finanzen und Wirtschaft und Stellvertretende Bezirksbürgermeisterin für Wilmersdorf, anschließend vom 1. Januar 2001 bis zum 5. Dezember 2001 Bezirksstadträtin für Finanzen, Liegenschaften und Wohnen und Stellvertretende Bezirksbürgermeisterin für Charlottenburg-Wilmersdorf.
Vom 6. Dezember 2001 bis zum 27. Oktober 2011 übte sie das Amt der Bezirksbürgermeisterin im Bezirk Charlottenburg-Wilmersdorf aus und war Leiterin der Abteilung für Finanzen, Bildung und Kultur.

## Mitgliedschaften und Ehrenämter
- Arbeiterwohlfahrt der Stadt Berlin e. V.
- August Bebel Institut (ABI)
- Berliner Mieterverein e. V.
- BTSF Berliner Turn- und Sportverein Friesen e. V.
- Bürgerbewegung Pro Friedrichskoog e. V.
- Charlottenburger Karnevalsgesellschaft Blau-Gelb (Ehrensenatorin)
- Eberhard-Schultz-Stiftung (Kuratoriumsmitglied)
- Förderverein Ökowerk Berlin e. V. (Mitglied seit 6. November 1989 und im Vorstand seit 11. Mai 2010)
- Förderverein Keramik-Museum Berlin
- Förderverein Musikverein Kasendorf e. V.
- Förderverein Unternehmerinnen- und Gründerinnenzentrum Charlottenburg-Wilmersdorf e. V.
- Freundeskreis der Stadtbibliothek Charlottenburg-Wilmersdorf e. V.
- Heimatvereine Charlottenburg und Wilmersdorf (Vorsitzende seit 14. März 2014)
- Kleingartenkolonie Friedrichshall e. V.
- Naturbühne Trebgast e. V.
- Partnerschaftsvereine Charlottenburg und Wilmersdorf
- Sozialdemokratische Gemeinschaft für Kommunalpolitik (SGK) Berlin

## Monika-Thiemen-Preis
Seit 2013 sucht das Bezirksamt Charlottenburg-Wilmersdorf von Berlin alljährlich die Frau des Jahres, die mit dem Monika-Thiemen-Preis geehrt wird. Der jährlich zu vergebende Monika-Thiemen-Preis ist benannt nach der frauenpolitisch engagierten ehemaligen Bezirksbürgermeisterin von Charlottenburg-Wilmersdorf (2001–2011), die diesen Wettbewerb 2007 ins Leben rief. Als Preisträgerin gesucht wird eine weibliche Führungspersönlichkeit, die im Bezirk Charlottenburg-Wilmersdorf von Berlin tätig ist. Sie kann vorgeschlagen werden oder sich selbst bewerben. 
Die Frau in Verantwortung ist Leiterin einer Institution, eines Unternehmens, einer Abteilung und ermutigt Frauen, selbst berufliche Verantwortung zu übernehmen. Sie ist Mentorin und Netzwerkerin. Durch ihre Führungskompetenz und ihr Wissen ist sie Vorbild für andere Frauen und fördert die Vereinbarkeit von Beruf und Familie für Frauen und Männer durch Organisation und praktisches Handeln. 2013 erhielt den Preis die Unternehmerin Annette Huth-Pleul.